# Damu Cherry
Damu Cherry (ur. 29 listopada 1977 w Tampa) – amerykańska lekkoatletka, płotkarka. Żona Dennis Mitchella – amerykańskiego sprintera.

## Osiągnięcie
- 2. lokata podczas Światowego Finału IAAF (Stuttgart 2006)
- 4. miejsce na igrzyskach olimpijskich (Pekin 2008)

## Rekordy życiowe
- bieg na 100 m przez płotki – 12,44 (2006)
- bieg na 60 m przez płotki – 7,85 (2008)

Cherry była zawieszona przez okres 2 lat (21.8.2003-20.8.2005) za stosowanie niedozwolonych sterydów anabolicznych.